# Liminka
Liminka (szw. Limingo) – gmina w Finlandii, w regionie Pohjois-Pohjanmaa, około 25 km na południe od Oulu. Została założona w 1477 roku. Powierzchnia wynosi 651,64 km², z czego 8,95 km² stanowi morze, a 5,59 km² woda słodka. Populacja Liminki wynosi 9061 osób (2011).
W Limince znajduje się stacja kolejowa Liminka.

## Sąsiadujące gminy
- Kempele
- Lumijoki
- Muhos
- Oulunsalo
- Siikajoki
- Siikalatva
- Tyrnävä
- Vaala